# Mike Mottau
Michael Joseph "Mike" Mottau, född 19 mars 1978 i Boston, Massachusetts, är en amerikansk före detta professionell ishockeyspelare som avslutade sin karriär i Florida Panthers i NHL.
Mike Mottau spelade collegehockey på Boston College under fyra år, där han under sitt sista år skulle få utmärkelsen Hobey Baker Award som den bäste manliga collegespelaren. 
Mottau skulle göra sin NHL debut för New York Rangers under säsongen 2000–01. Mottau spelade sammanlagt 19 matcher för Rangers, för att senare spela fyra matcher för Calgary Flames säsongen 2002–03. Mellan 2007 och 2010 spelade Mottau för New Jersey Devils där han gjorde 7 mål och 43 assist på 235 matcher.
Utöver NHL-spel så har Mottau spelat i AHL under fyra säsonger, däribland för Lowell Devils där han skulle få sitt genombrott. Sedan säsongen 2007–08 har han varit ordinarie i NHL.